# Theodoor Rombouts

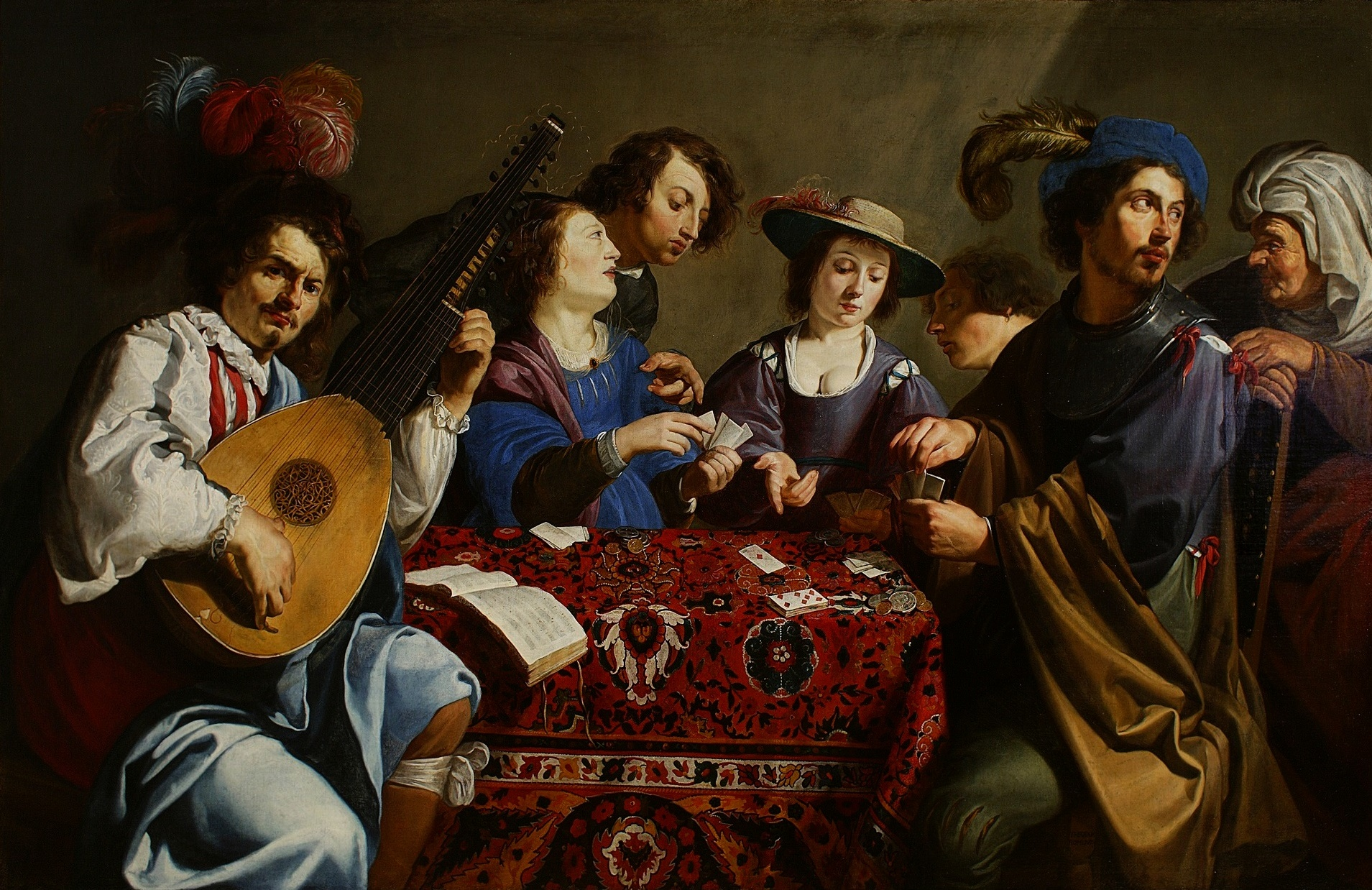
Gra w karty (ok. 1630), Muzeum Narodowe Warszawa

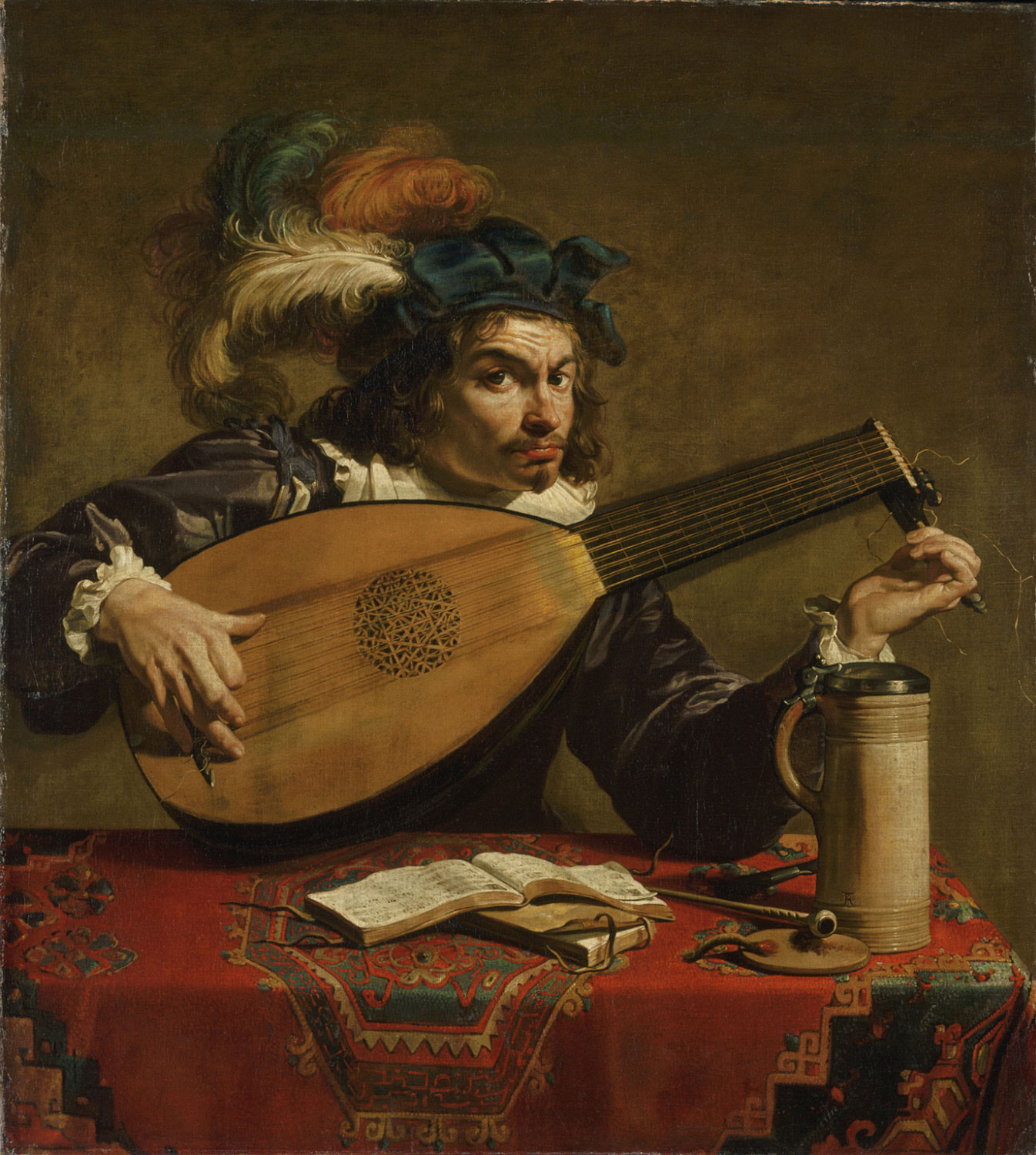
Lutnista ok. 1620, Museum of Art Filadelfia

Theodoor Rombouts (ur. 2 lipca 1597 w Antwerpii, zm. 14 września 1637 tamże) – flamandzki malarz okresu baroku, caravaggionista.

## Życiorys
W 1608 rozpoczął naukę u mało znanego malarza Fransa Lankvelta, potem prawdopodobnie studiował u Abrahama Janssensa. W l. 1616-1620 przebywał we Włoszech. Pracował w Rzymie, Pizie i zapewne na dworze Kosmy Medyceusza we Florencji. Po powrocie do rodzinnej Antwerpii w 1625 przystąpił jako mistrz (wijnmeester) do gildii św. Łukasza; w latach 1628–1630 był jej dziekanem.
Był najwybitniejszym caravaggionistą flamandzkim. Sławę przyniosły mu wzorowane na Bartolomeo Manfredim monumentalne kompozycje rodzajowe o przeważnie horyzontalnym formacie, mocnych barwach, kontrastowym oświetleniu – przedstawiające duże, żywo gestykulujące, ciasno stłoczone postacie muzykantów, grających w karty, palących itp. Malował też ekspresyjne obrazy religijne. Po 1630 oddziaływała na niego twórczość Rubensa.

## Wybrane dzieła
- Dentysta (1635) – Madryt, Prado,
- Gra w karty (1625-30) – Warszawa, Muzeum Narodowe
- Grający na lutni – Królewskie Muzeum Sztuk Pięknych w Antwerpii
- Grający w karty – Królewskie Muzeum Sztuk Pięknych w Antwerpii
- Grający w karty – Berlin, Gemäldegalerie
- Grający w karty – Petersburg, Ermitaż
- Grający w tryktraka (1634) – Raleigh, Norton Carolina Museum of Art
- Lutnista (ok. 1620) – Filadelfia, Museum of Art
- Muzykująca para – Lawrence, Spencer Museum of Art,
- Pięć zmysłów (1632) – Gandawa, Museum voor Schone Kunsten
- Posiłek – Le Mans, Musèe de Tesse
- Wypędzenie przekupniów ze świątyni – Królewskie Muzeum Sztuk Pięknych w Antwerpii
- Zaparcie się św. Piotra – Vaduz, Sammlungen des Fuersten von Liechtenstein
- Prometeusz – Królewskie Muzea Sztuk Pięknych w Brukseli